# 維加斯醫生
《維加斯醫生》（英語：Dr. Vegas）是一部美国剧情电视剧，由约翰·赫兹费尔德和杰克·奥尔曼联合创作，主演包括罗伯·劳和喬·潘托利亞諾。该剧于2004年9月24日至10月29日在CBS播出，因收视不佳而在播出五集后被取消，原本制作的十集未能全部播出。